# Дуарте, Дебора
Дебора Дуа́рте (порт. Debora Duarte, род. 2 января 1950, Сан-Паулу) — бразильская актриса.

## Биография
Дебора Дуарте (Debora Duarte) — сценический псевдоним Деборы Сьюзен Дюка (Débora Susan Duke), бразильской актрисы, родившейся 2 января 1950 года в Сан-Паулу, Бразилия. Её родители — актёр Лима Дуарте (Lima Duarte) и актриса Мариса Санчес (Marisa Sanches).
С довольно маленького возраста все заметили в этой доброй, маленькой девочке одарённого, талантливого ребёнка. И уже в возрасте пяти лет она была отобрана из многих детей, чтобы участвовать в телевизионном сериале «Ciranda, cirandinha».
Дебора снялась в огромном количестве телевизионных сериалов. Но, помимо них, у неё имеются работы в кино и театре.
Дебора Дуарте — также поэтесса.
Она была замужем дважды, сначала за актёром Владимиром Николаевым (Wladimir Nikolaief), затем за певцом Антонио Маркосом (Antônio Marcos). У неё есть двое детей, Даниэла Гракиндо (Daniela Gracindo) и Палома Дуарте (Paloma Duarte), также актрисы.

## Работы на телевидение
- 2010 — Tempos Modernos …. Тертулиана
- 2009 — Toma Lá, Dá Cá ….. Моасира
- 2008 — Três Irmãs …. Флоринда
- 2007 — Paraíso Tropical …. Герминия
- 2004 — Como uma onda …. Алиса Прата
- 2003 — Canavial de Paixões …. Тереза Джакомо (SBT)
- 2002 — O quinto dos infernos …. Амалия (minissérie)
- 2001 — Берег мечты …. Олимпия
- 1999 — Земля любви …. Мария ду Сокорру
- 1998 — Неукротимая Хильда …. Созинья (minissérie)
- 1995 — Explode coração …. Мариса
- 1994 — Pátria minha …. Кармита Бевилакуа
- 1993 — Sonho meu …. Мариана
- 1991 — Grande pai …. Мария
- 1989 — Cortina de vidro …. Джована (SBT)
- 1988 — Bebê a bordo …. Жоана Мендонса
- 1987 — A rainha da vida …. Эстела (minissérie — Rede Manchete)
- 1984 — Corpo a corpo …. Элоа Пелегрини
- 1984 — Partido alto …. Лаура
- 1984 — Padre Cícero …. Мария де Араужо (minissérie)
- 1984 — Anarquistas graças a Deus …. Анджелина Гаттай (minissérie)
- 1983 — Parabéns pra você …. Мария Рита (minissérie)
- 1982 — Elas por elas …. Роза
- 1981 — Jogo da vida …. Беатрис Мадурейра
- 1980 — Coração alado …. Катуча
- 1979 — Cara a cara …. Режина
- 1977 — O profeta …. Карола
- 1975 — Pecado capital …. Вильминья Лисбоа
- 1975 — Escalada
- 1974 — O espigão …. Дора
- 1973 — Carinhoso …. Мариса
- 1972 — A patota …. Нели
- 1971 — Bicho do mato …. Рут
- 1971 — Editora Mayo, bom dia …. Джо
- 1970 — Toninho on the Rocks …. Анита
- 1970 — As bruxas …. Стелла
- 1968 — O homem que sonhava colorido
- 1968 — O décimo mandamento …. Мариана
- 1967 — O grande segredo …. Нина
- 1967 — O morro dos ventos uivantes …. Катарина jovem
- 1966 — Ninguém crê em mim …. Мартинья
- 1965 — Ana Maria, meu amor
- 1965 — O pecado de cada um …. Моника
- 1965 — A outra …. Карина
- 1964 — Gutierritos, o drama dos humildes
- 1964 — Quem casa com Maria? …. Мария дас Грасас
- 1958 — Os miseráveis …. Козетта

## Работы в кино
- 1987 — A menina do lado
- 1974 — Pontal da solidão
- 1970 — Celeste
- 1970 — Pais quadrados… filhos avançados

## Награды
- Трофей APCA

Лучшая Актриса — Телевидение
2000 — «Terra Nostra» ,
1985 — "Corpo a Corpo "
- Трофей Imprensa

Лучшая Актриса — Телевидение
1969 — «Beto Rockfeller»